# BBE (gruppo musicale)
BBE è una band di musica trance composta dai DJ producer italiani Bruno Sanchioni e Bruno Quartier, e dal francese "Mister 303", Emmanuel Top.

## Storia
Il loro singolo di maggior successo fu Seven Days and One Week, che divenne uno dei singoli più venduti al mondo usciti dal movimento musicale trance, raggiungendo ottime posizioni nelle classifiche di tutta Europa. Di degno successo è anche il singolo seguente, Flash.

## Discografia

### Singoli
- Seven Days and One Week (1996)
- Flash (1996)
- Desire (1997)
- Deeper Love (Symphonic Paradise) (1998)
- Seven Days and Four Years (2000)
- Orion (2001)
- Free (2002)
- Hollywood (2003)